# Gemeinde
Der Begriff Gemeinde, genauer politische Gemeinde (auch Kommune), bezeichnet Gebietskörperschaften (territoriale und hoheitliche Körperschaft des öffentlichen Rechts), die im öffentlich-verwaltungsmäßigen Aufbau von Staaten meistens die kleinste räumlich-administrative, also politisch-geographische Verwaltungseinheit darstellen.

## Arten von Kommunen und Siedlungsformen
Als Gemeindeebene oder Kommunalebene bezeichnet man die politische Ebene, die dem Gebiet einer kommunalen Gebietskörperschaft zugeordnet ist. In Deutschland gehören zur Kommunalebene auch die Landkreise. Die Begriffe Kommunalebene und Gemeindeebene sind daher streng genommen nicht synonym. 
In Deutschland ist zwar jede Stadt eine Gemeinde, aber nicht jede Gemeinde ist eine Stadt. Heute besitzen Städte oft nur noch ein einziges Vorrecht im Vergleich zu anderen Gemeinden, und zwar, sich „Stadt“ nennen zu dürfen. In manchen Ländern Deutschlands können nur bestimmte Städte (kreisfreie Städte und Städte mit einem Sonderstatus) Vorzüge gegenüber anderen Gemeinden erhalten. Zu den Kommunen gehören in einigen Bundesländern auch Märkte und Flecken, Gebietskörperschaften mit einem eigenen offiziellen Status. Siedlungsformen ohne offiziellen Status sind Dörfer, Bauerschaften bzw. Weiler (und solche Stadtviertel, die nicht als Stadtbezirk im rechtlichen Sinn gelten), wie z. B. Kiez.

## Politik und Verwaltung in Kommunen
Bei Kommunalwahlen werden in der Bundesrepublik Deutschland im Zuge der kommunalen Selbstverwaltung als Vertretung der einheimischen Bevölkerung nicht nur Stadt- und Gemeinderäte, sondern auch die Abgeordneten von Kreistagen und (in größeren Städten und Stadtstaaten) Vertreter der Stadtbezirke sowie oftmals auch (Ober-)Bürgermeister und Landräte gewählt.
Die Gemeindeverwaltung ist die Gesamtheit aller Organe, Ämter und Behörden der Gemeinde. Das Gebäude des Verwaltungssitzes wird im deutschen Sprachraum regional unterschiedlich Rathaus, Stadthaus, Gemeindehaus oder Gemeindeamt genannt. Die kleinsten Kommunen Deutschlands (Dierfeld in Rheinland-Pfalz und Wiedenborstel in Schleswig-Holstein) sind aus ehemaligen Gutshöfen entstanden.

## Geschichte
Im späten 11. Jahrhundert setzte im westlichen Teil des Heiligen Römischen Reiches eine Bewegung ein, die in den Quellen mit den Begriffen coniuratio oder communio bezeichnet wird. In Le Mans verbreitete sich im Jahre 1070 eine „Verschwörung, die sie Kommune nannten“. Später beschworen die Bürger von Cambrai im Jahre 1077 eine schon lange geplante „Kommune“. Sie nutzten die Abwesenheit des bischöflichen Stadtherrn. Sie beschworen untereinander durch Eid, dem Bischof den Eintritt in die Stadt zu verwehren, wenn er die neue Eidgenossenschaft nicht anerkennt. Zwar wurde diese erste Kommune niedergeschlagen und wieder aufgelöst; dennoch zog sich der Kampf der Bürger von Cambrai um Wehrhoheit, Gerichtsbarkeit und städtische Selbstverwaltung bis in die 1220er Jahre.
Aber auch in anderen Städten des deutschen Sprachraums gab es kommunale Bewegungen. So 1074 in Köln gegen den Erzbischof von Köln und 1073 in Worms. In beiden Fällen ging es um die Erreichung größerer Freiheiten vom feudalen Stadtherrn, insbesondere von geistlichen Herren. Der Stadtherr übte mit seinen Dienstleuten und Amtsträgern die Gerichts- und Verwaltungsbefugnisse in der Stadt aus, er hatte Gewalt über die Befestigungen der Stadt, übte Markt- und Zollrechte aus und bezog Einnahmen daraus. Sehr oft gehörte dem Stadtherrn auch der Grund und Boden der Stadt, sodass für dessen Nutzung für Bauten und die Wirtschaftstätigkeiten Abgaben zu zahlen waren. Weiterhin standen viele Bürger in einem persönlichen Abhängigkeitsverhältnis zum Stadtherrn.
Quellen zufolge kritisierten insbesondere die zu Reichtum gelangten Kaufleute die Herrschsucht der Stadtherren. Die vielschichtigen Gründe führten aber dazu, dass nicht nur die Kaufleute und Handwerker aufbegehrten, sondern sich auch in die Stadt geflüchtete hörige Bauern, Ministeriale und abhängige Dienstleute dem Kampf um die Kommune anschlossen.
In der Schweiz hat sich wegen fehlender bzw. schwacher Zentralmächte ein ausgeprägter Kommunalismus entwickelt. Bis heute gilt die Schweizer Gemeinde als Ausgangspunkt der politischen Selbstverwaltung und Selbstbestimmung. Schweizer Gemeinden verfügen über ein hohes Maß an Autonomie, einschließlich der Steuerautonomie. Der Historiker Peter Jósika bezeichnet das in der Schweiz praktizierte System der kommunalen Selbstbestimmung als Vorbild für die Überwindung nationalistischer und zentralistischer politischer Strukturen sowie den Aufbau eines zukünftigen Vereinten „Europas der Regionen“.

## Rechtliche Situation nach Staat

### Deutschland
In Deutschland benutzt man für Orte oder Städte als politische Gemeinde oder Ortsgemeinde meist den einfachen Ausdruck „Gemeinde“, der aber auch andere regionalspezifische Gemeindeformen beinhaltet. Die Gemeindeordnungen werden von den Ländern beschlossen. Interkommunale Kooperationen, die eine eigene Rechtspersönlichkeit erfordern, erfolgen im Rahmen eines Gemeindeverbandes.

### Österreich
In Österreich benutzt man meist den einfachen Ausdruck Gemeinde, der aber auch andere regionalspezifische Gemeindeformen beinhaltet. 

### Schweiz
Die Bezeichnung politische Gemeinde (deutsch Gemeinde, französisch commune, bourgeoisie, italienisch comune, rätoromanisch vischnauncas) wird in der Schweiz aufgrund einer intensiveren Präsenz der Bezeichnungen weiterer Gemeindearten sehr viel häufiger, verbindlicher und auch amtlich benutzt. Ferner kann dort darunter auch die Gesamtheit aller stimmberechtigten Einwohner einer politischen Gemeinde verstanden werden; der Begriff der ‚Gemeinde‘ bezeichnet dann die Stimmgemeinde bzw. umgangssprachlich das Stimmvolk.
Gemeindebegriffe in der Schweiz:
- Politische Gemeinde, auch Einwohnergemeinde, Munizipalgemeinde, [commune] bourgeoise, vischnanca burgaisa
- Munizipalgemeinde (Kanton Thurgau)
- Bürgergemeinde, auch Burgergemeinde, Ortsgemeinde, Ortsbürgergemeinde, [commune] bourgeoise, vischnanca burgaisa
- Burgergemeinde
- Korporationsgemeinde
- Einheitsgemeinde
- Gemischte Gemeinde
- Pfarrgemeinde
- Kirchgemeinde
- Schulgemeinde
- Feuerschaugemeinde
- Bäuert
- Fraktionsgemeinde
- Viertelsgemeinde
- Zivilgemeinde

### Liechtenstein
Liechtenstein gliedert sich seit 1808 in elf Politische Gemeinden, kurz Gemeinde genannt. Sie bilden die untere Stufe im zweistufigen staatlichen Verwaltungsaufbau.

### Belgien
Die untere Ebene des belgischen Verwaltungssystems stellen die 589 Gemeinden Belgiens dar. Wie in Deutschland handelt sich hierbei um LAU-2-Einheiten, ehemals NUTS-5. Unterhalb dieser Ebene werden die bis zur Gemeindefusion im Jahr 1977 selbständigen Gemeinden heute als Teilgemeinden bezeichnet.

### Weitere Länder
- Albanien: siehe Bashkia, Komuna
- Brasilien: siehe Liste der Gemeinden in Brasilien
- China: siehe Gemeinde (China)
- Dänemark: siehe Kommune (Dänemark)
- Finnland: siehe Gemeinde (Finnland)
- Frankreich: siehe Gemeinde (Frankreich)
- Italien: siehe Italienische Gemeinden
- Iran: siehe Dehestan
- Jugoslawien und dessen Nachfolgestaaten Serbien, Montenegro, Bosnien und Herzegowina und Nordmazedonien: siehe Opština
- Kanada: siehe Rural municipality
- Kolumbien: siehe Municipio (Kolumbien)
- Kosovo: siehe Liste der Gemeinden des Kosovo
- Namibia: siehe Liste der Gemeinden in Namibia
- Niederlande: siehe Gemeinde (Niederlande)
- Norwegen: siehe Kommune (Norwegen)
- Osttimor: siehe Gemeinde (Osttimor)
- Polen: siehe Gmina
- Portugal: siehe Freguesia
- Schweden: siehe Gemeinde (Schweden)
- Senegal: siehe Gemeinde (Senegal)
- Slowakei: siehe Gemeinde (Slowakei)
- Slowenien: siehe Gemeinde (Slowenien)
- Spanien: siehe Municipio
- Südafrika: siehe Gemeinde (Südafrika)
- Japan: siehe Gemeinde (Japan)
- Ukraine: siehe Hromada (Verwaltungseinheit)
- Vereinigte Staaten: siehe Town, City, Township